# Stjärnforskningens historia

Den Stora björnen, i Sverige mer känd som Karlavagnen, har varit en del av ceremonier och dyrkan i otaliga civilisationer.

Stjärnforskningens historia behandlar vår syn på och kunskaper om stjärnor genom historien. Människan har sett upp mot stjärnorna sedan civilisationens gryning, sannolikt ännu längre. Strävan efter kunskap har alltid motiverat studier av himlafenomen både för religiösa och ceremoniella syften såväl som för navigation. Historiskt sett har astronomi och astrologi varit samma sak, kunskaper om stjärnorna var på många sätt ett maktinstrument och ett försök att spå framtida händelser. Det var inte förrän den vetenskapliga metoden slog igenom som fälten skildes åt.

## Förhistoria
Människan har sedan historiens begynnelse försökt finna svaren på jordsliga spörsmål genom att studera fenomen på stjärnhimlen. Med hjälp av den mänskliga fantasin föddes idén med stjärnbilder, vilka ofta var sammanflätade med den lokala religionen.
Bruket av asterismer, det vill säga mönster av stjärnor, har kunnat spåras tillbaka till slutet av äldre stenåldern, exempelvis Stora björnen som kan återfinnas i ett stort antal gamla kulturer över norra halvklotet. Studier tyder på att människan redan för 16 000 år sedan hade utvecklat ett system med 25 stjärnbilder. Under yngre stenåldern kunde asterismerna även symbolisera icke antropomorfiska ting såsom bilder relaterade till jordbruk eller boskap.
Den första astronomiska vetenskapen, som såg stjärnorna som permanent fixerade punkter på en sfär, bestod huvudsakligen i att förutse solens, månens och planeternas rörelser mot bakgrunden som de till synes fasta stjärnorna utgjorde. Kvarvarande bevis på dåtidens band mellan människan och astronomin är kanske främst de stenmonument som finns över hela jorden med Stonehenge som troligen mest kända exempel, som enligt den astronomiska tolkningen användes för att göra precisa astronomiska förutsägelser och mätningar. Dessa observationer kunde sedan användas för att göra kalendrar som kom till god användning inom jordbruket.

## Antiken och medeltiden
Systemet med stjärnbilder förbättrades och vidareutvecklades under det andra årtusendet f.Kr. av babylonerna som gav de nuvarande stjärnbilderna i Zodiaken sina namn. De skapade även astronomiska kalendrar som fokuserade på fenomen som kunde användas för att följa årstiderna. I området har en serie lertevlor med kilskrift hittats, kallade Enûma Anu Enlil, som noggrant beskriver olika astronomiska händelser. En av tavlorna som beskriver planeten Venus rörelser tros beskriva händelser för 3500-4000 år sedan, men som förts över till tavlan från ett tidigare original.
Även civilisationen i det forntida Egypten innehade framstående kunskaper inom astronomi och astrologi. Detta bevisas bland annat av att världens äldsta bevarade och exakt daterade (1534 f.Kr.) stjärnkarta hittats i Dendera, Egypten. Också fenicierna, de tidiga sjöfararfolket, hade skaffat sig goda kunskaper inom astronomi vilka de använde för att navigera över haven. De använde bland annat Lilla björnen och Polstjärnan för att hålla reda på väderstrecken

Astronomerna i Antikens Grekland och Romarriket stod för nästa stora steg i utvecklingen. 48 av de 88 nuvarande stjärnbilderna bestämdes och katalogiserades under 100-talet av astronomen Klaudios Ptolemaios, men redan innan dess skapade Eudoxos av Cnidus (300-talet f.Kr.) och Hipparchos av Nicea (100-talet f.Kr.) kataloger över stjärnor baserat på studier gjorda av tidigare civilisationer som dessa två studerade. Samma Hipparchos hade turen att observera en supernova i stjärnbilden Skorpionen vilket fick honom att tvivla på oföränderligheten hos himlasfären. Dessutom noterade han, efter noggranna observationer, att stjärnornas positioner inte var på exakt samma positioner som tidigare och upptäckte därmed jordaxelns precession, vilken till exempel orsakar att polstjärnan inte alltid kommer att stå rakt i norr.
Under den grekiska storhetstiden tilldelades stjärnbilderna namn från den grekiska mytologin. Även en speciell grupp "stjärnor" som grekerna kallade πλανῆται (planētai, vandrare) fick namn efter några av Olympens gudar, dessa verkade röra sig förhållande till de övriga stjärnorna och var förstås det vi idag vet inte är stjärnor utan solsystemets planeter. De upptäckte dock aldrig de yttersta planeterna vilket inte gjordes förrän under 1700- och 1800-talen. Uranus är extremt svår att se med blotta ögat även under de bästa förhållanden och dess rörelser över himlen noterades aldrig. Den yttersta planeten Neptunus är helt omöjlig att få syn på utan hjälpmedel.
Under Medeltiden stagnerade astronomin markant i det djupt kristna Europa som accepterade den geocentriska världsbilden, en linje som fann stöd i bibeln. I den islamiska världen fortsatte emellertid utvecklingen av astronomin. De muslimska astronomerna beundrade Klaudios Ptolemaios arbete Almagest, en text som fick mycket litet genomslag i Europa. Araberna gav stjärnorna namn på arabiska, varav många fortfarande används i nutid, och uppfann en lång rad astronomiska instrument. Under det 11:e århundradet beskrev astronomen Al-Biruni vår galax, Vintergatan, som en samling nebulösa stjärnor.. Han tog också för givet att jorden var rund och spekulerade tillsammans med andra arabiska astronomer i den heliocentriska världsbilden, samt var den första som definitivt skilde på astronomi och astrologi. Al-Biruni tog kraftigt avstånd från den senare vetenskapen som han ansåg byggde på förmodanden istället för empiriska bevis, ett synsätt som inte skulle få genomslag på flera hundra år.
Även dåtidens kinesiska astronomer insåg, precis som Hipparchos före dem, att himlens stjärnor inte var oföränderliga och att nya kunde uppstå där inga fanns förut. Vad de såg var supernovor, vilka de mödosamt noterade. Framför allt en förhållandevis närliggande supernova, SN 1054 som skedde för 3000 år sedan men vars ljus nådde jorden 4 juli 1054, gjorde stort intryck på de kinesiska astronomerna. Denna skapade vad som nu kan ses som Krabbnebulosan, namngiven av fransmannen Charles Messier.

## Den vetenskapliga revolutionen
De första framstående astronomerna i Europa efter medeltiden brukar anses vara Tycho Brahe och Johannes Kepler. Dessa två tvivlade på stjärnhimlens oföränderlighet och upptäckte stjärnor som till synes dök upp från ingenstans. De kallade dessa stjärnor för stellae novae, nya stjärnor, men de var i verkligheten gamla stjärnor som blev supernovor. 
År 1584 publicerade Giordano Bruno sitt verk De l'infinito universo e mondi där han menade att stjärnorna var andra solar och att runt dem kunde planeter som liknade jorden finnas. Idén föll dock inte i god jord hos den katolska kyrkan som efter en tid dömde, fängslade och till sist brände Bruno på bål för kätteri, men Brunos tankar fördes vidare och vann efterhand mark hos det astronomiska samfundet.
För att förklara varför stjärnorna behöll sina avstånd från varandra föreslog Isaac Newton att de var jämnt fördelade i alla riktningar. Denna idé hade redan tidigare lagts fram av teologen Richard Bentley, vilket spekuleras ha influerat Newton.

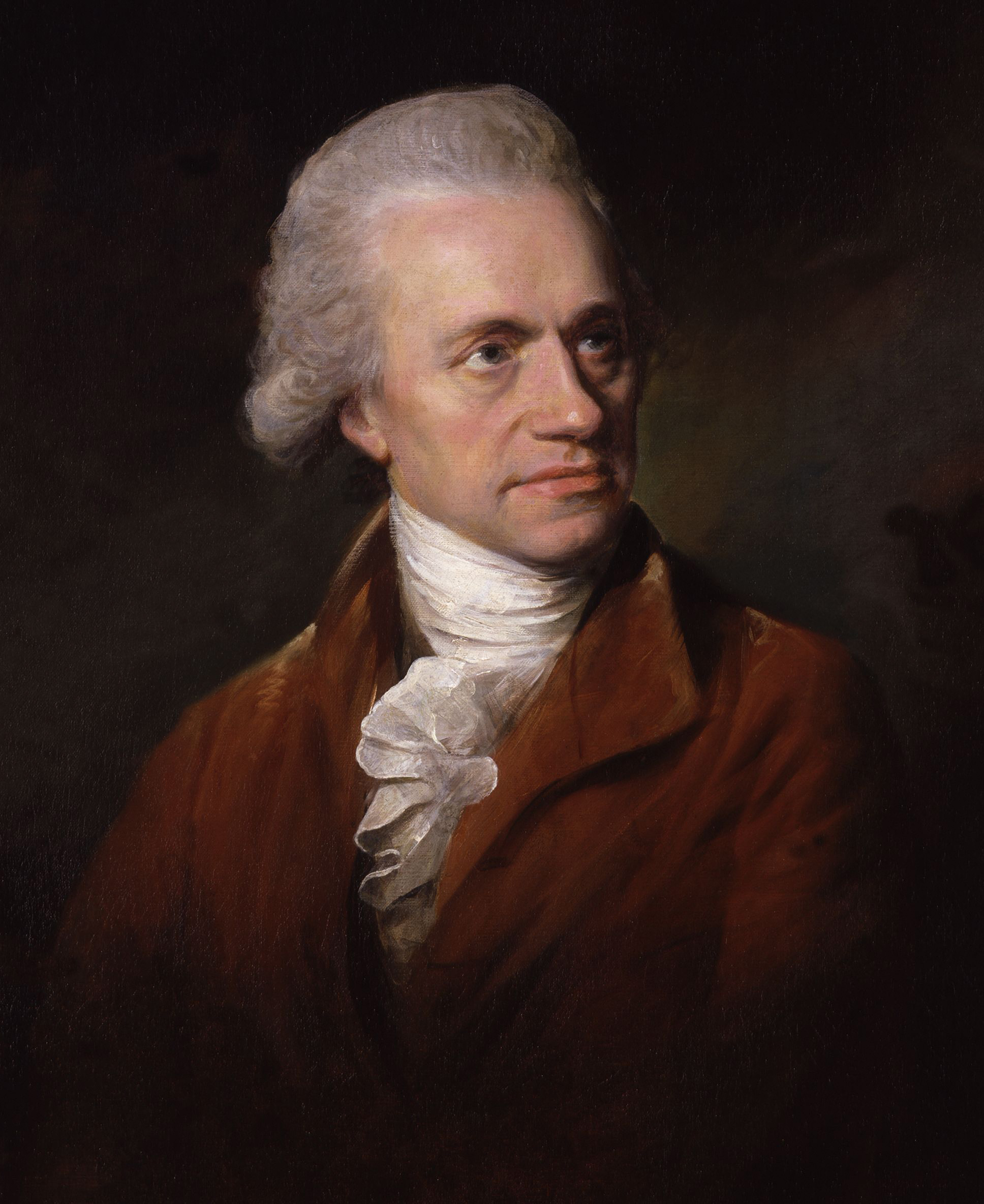
Porträtt av William Herschel.

Den italienska astronomen Geminiano Montanari beskrev 1667 variationerna i ljusstyrkan hos stjärnan Algol (β Persei). År 1710 i England uppmärksammade Edmond Halley i sin undersökning av stjärnors egenrörelse att stjärnorna hade rört sig något sedan Hipparchos och Ptolemaios mätningar. Avståndet till en annan stjärna mättes för första gången 1838 av Friedrich Wilhelm Bessel, som lyckades fastslå att avståndet till 61 Cygni var 11,4 ljusår. Med denna och andra mätningar insågs att avstånden mellan stjärnorna var enorma.
William Herschel, som upptäckte dubbelstjärnorna, var den första astronomen som försökte mäta upp fördelningen av stjärnor i universum. 1785 utförde han en ambitiös serie mätningar av 600 delar av himlen och noterade antalet stjärnor i varje. Vad han fann var att tätheten av stjärnor ökade åt ett visst håll på himlen, vilket var Vintergatans centrum, i stjärnbilden Skytten. Herschels son John upprepade mätningarna på den södra stjärnhimlen och kom fram till samma slutsats som fadern. William ritade med hjälp av detta upp en bild av galaxen, men han antog felaktigt att Solen var nära dess centrum.

## Den moderna astronomin
Joseph von Fraunhofer och Angelo Secchi anses som pionjärer inom den stellära spektroskopin, vilket var startpunkten för den moderna astronomin. De två astronomerna jämförde spektrum från solen med det av andra stjärnor, till exempel Sirius, och fann skillnader vad gäller spektrallinjernas tjocklek och antal. År 1865 införde Secchi ett system för att kategorisera stjärnorna efter deras spektrum, men det nuvarande systemet utvecklades av Annie Jump Cannon.
Observationer av dubbelstjärnor växte i betydelse under slutet av 1800-talet. Den tidigare nämnde Bessel noterade år 1834 vissa oregelbundenheter i rörelsen hos stjärnan Sirius, vilket antydde att stjärnan hade en kompanjon som inte hade setts. En tid senare upptäcktes också tvillingstjärnan, den vita dvärgen Sirius B. Edward Pickering upptäckte den första spektroskopiska dubbestjärnan år 1899, när han observerar spektrallinjer tillhörande stjärnan Mizar (ζ Ursae Majoris) och såg en regelbunden förskjutning av linjerna med en period av 104 dagar. Med samma metod kunde astronomerna Wilhelm von Struve och Sherburne Wesley Burnham från mätningar av banparametrar uppskatta massor hos dubbelstjärnor.
1900-talet såg stora framsteg ske inom stjärnforskningen, ett värdefullt verktyg för detta var fotografin. Karl Schwarzschild upptäckte att en stjärnas färg, och därmed dess effektiva temperatur, kunde mätas genom att jämföra stjärnornas magnituder vid olika våglängder. Den snabbt framskridande forskningen om den fotoelektriska effekten tillät att bilder kunde tas vid alltmer specifika våglängder och därmed magnituder mätas upp. 1921 utförde Albert Michelson den första mätningen av en stjärndiameter med hjälp av en interferometer monterad på teleskopet Hooker vid Mount Wilson-observatoriet. 1925 upptäckte Cecilia Payne-Gaposchkin att stjärnor främst består av vätgas och helium – fram till dess trodde man att deras beståndsdelar liknade jordens.
Ett viktigt steg för att visualisera stjärnornas olika typer och egenskaper genomfördes 1913 oberoende av varandra av Ejnar Hertzsprung och Henry Norris Russell, nämligen Hertzsprung–Russell-diagrammet. Senare varianter utvecklades för att förklara den dynamiska utvecklingen hos stjärnorna. Samtidigt gjordes stora framsteg inom kvantmekaniken vilket tillät att olika företeelser hos stjärnornas spektrum kunde förklaras och därmed kunde man med hjälplig precision avgöra den kemiska sammansättningen hos stjärnornas atmosfärer.
Med hjälp av de senaste astronomiska verktygen har astronomer kunnat observera enstaka stjärnor i andra galaxer i den lokala gruppen, den lokala galaxhop som Vintergatan tillhör. År 1999 lyckades man observera en enskild cepheidvariabel i galaxen Messier 100, som ligger i galaxhopen Virgo, 108 miljoner ljusår från jorden.
Den stora utvecklingen inom stjärnforskningen från 1990-talet och framåt har annars varit upptäckten av ett stort antal exoplaneter, det vill säga planeter som tillhör andra stjärnor. Det första stjärnsystemet som upptäcktes ha planeter var pulsaren PSR B1257+12 som 1990 konstaterades ha ett planetsystem. Därefter har en stadigt växande ström av exoplaneter upptäcks och fram till januari 2023 hade totalt 3 904 exoplanetsystem bekräftats.